# Egy nyár Mónikával
Az Egy nyár Mónikával (eredeti cím svédül: Sommaren med Monika) egy 1953-ban bemutatott Ingmar Bergman által rendezett svéd romantikus filmdráma.

## Történet
A történet Stockholm sivár munkásosztálybeli miliőjében kezdődik. A tizenkilenc éves Harry (Lars Ekborg) találkozik a tizenhét éves kalandos természetű Monikaval (Harriet Andersson), és egymásba szeretnek. Mikor Monika bajba kerül otthon, Harry ellopja édesapja hajóját és egy idilli nyarat töltenek együtt a stockholmi szigetvilágon. Mikor a nyár véget ér kénytelenek hazatérni, ahol kiderül, hogy Monika terhes. Harry boldogan vállalja az új felelősségteljes szerepét, megállapodik Monika és gyermeke mellett, és egy komoly munkát is szerez, hogy el tudja tartani családját. Monika azonban elégedetlen háztartásbeli szerepével, izgalomra és kalandra vágyik, amely végül tévútra vezeti. Harry egyedül marad a gyerekkel.

## Szereposztás
| Színész           | Karakter                   |
| ----------------- | -------------------------- |
| Harriet Andersson | Monika                     |
| Lars Ekborg       | Harry                      |
| Sigge Fürst       | Johan                      |
| Dagmar Ebbesen    | Harry nagynénje            |
| Åke Fridell       | Monika édesapja            |
| Naemi Briese      | Monika édesanyja           |
| John Harryson     | Lelle                      |
| Åke Grönberg      | Harry munkahelyi barátja   |
| Bengt Eklund      | Dolgozó a zöldségraktárnál |

## Fogadtatás
A film egyes jeleneteiben nyíltan ábrázolja a meztelenséget, ez viták tárgyát is kiváltotta külföldön, továbbá fokozta azt a megállapítást, hogy Svédország szexuálisan szabados helynek számít.

## Fordítás
- Ez a szócikk részben vagy egészben  a   Summer_with_Monika című angol Wikipédia-szócikk fordításán alapul.  Az eredeti cikk szerkesztőit annak laptörténete sorolja fel. Ez a jelzés csupán a megfogalmazás eredetét és a szerzői jogokat jelzi, nem szolgál a cikkben szereplő információk forrásmegjelöléseként.